# Бежов
Бежо́в (укр. Бежів) — село в Черняховском районе Житомирской области Украины. Также известно под неофициальным названием Бежево.

## История
Основано в 1608 году.
Являлось центром Бежевской волости Житомирского уезда Волынской губернии Российской империи.
В 1852 году здесь родился историк, ординарный академик имп. Академии Наук Н. П. Дашкевич.
Население по переписи 2001 года составляло 617 человек.
Население по данным 2024 года составляло 481 человек.

## Адрес местного совета
12326, Житомирская область, Черняховский р-н, с. Бежов, ул. Ленина, 45